# عملة فاليريان وغالينوس
تشير عملة فاليريان وغالينوس إلى جميع العملات المعدنية التي أصدرتها روما في عهد الإمبراطور غالينوس (253-268) وفاليريان (253-260).

## السياق التاريخي
بدأت الفترة المسماة بالفوضى العسكرية باغتيال سيفيروس ألكسندر (آخر وريث لسلالة سيفيروس)، بتحريض من الضابط العسكري ماكسيمينوس ثراكس، الذي خلفه في عام 235. وقد خلف ماكسيمينوس بعد ذلك اثني عشر إمبراطورًا، حتى جاء إيميليانوس في عام 253. لكن الأخير لم يدم أكثر من ثلاثة أشهر، إذ مات أيضًا على أيدي جنوده بالقرب من سبوليتو. وخلفه في عام 253م فاليريان (الذي أسره الساسانيون في عام 260م)، وابنه غالينوس حتى عام 268م.

## فاليريان (253-260)

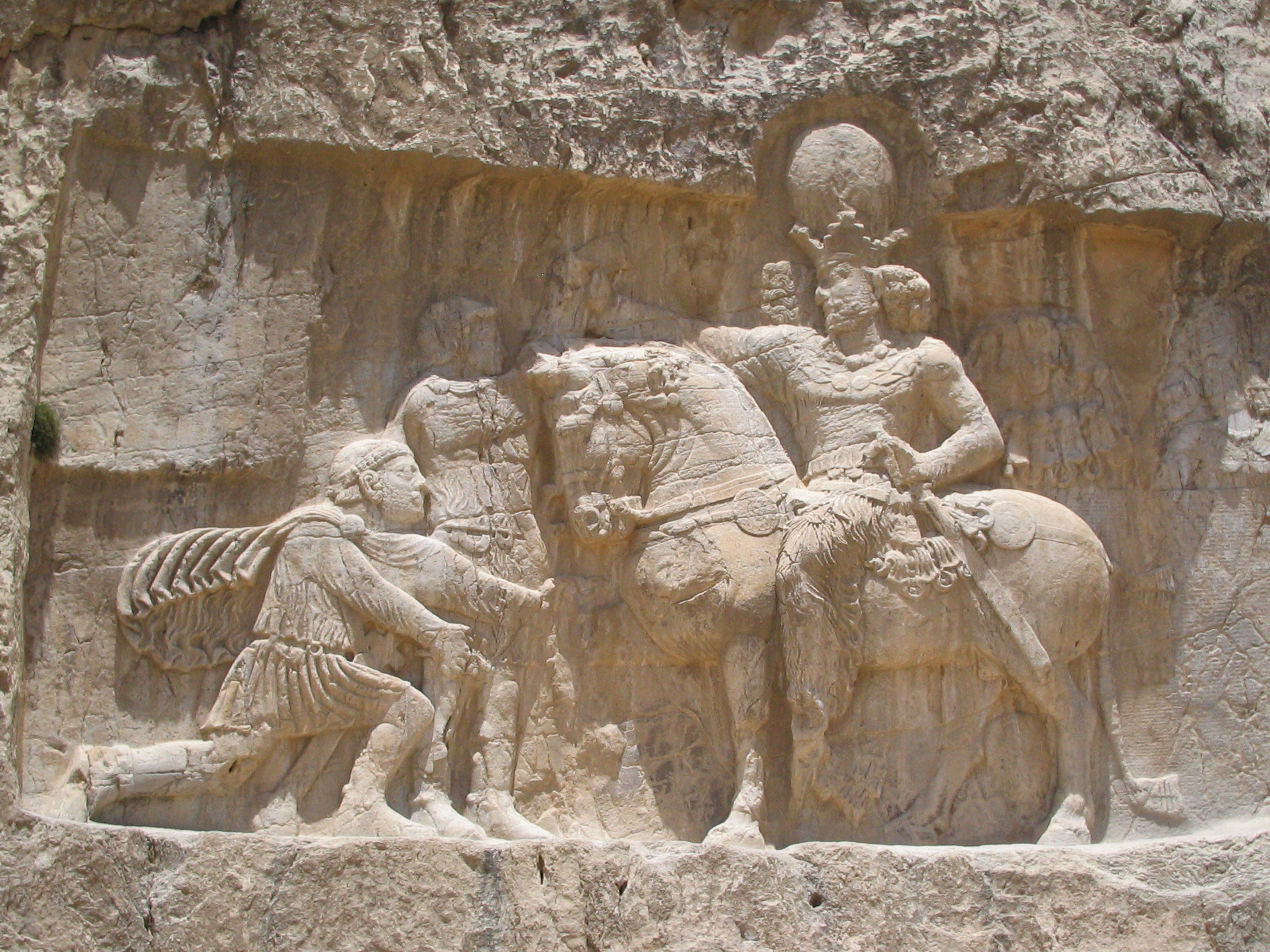
نقش ساساني في نقش رستم يصور سابور الأول وهو يأسر فاليريان ويتلقى الولاء من فيليب العربي، راكعًا أمام الحاكم الساساني.

طلب الإمبراطور تريبونيانوس غالوس المساعدة من فاليريان، فعينه حاكمًا لرائيتيا، عندما سار إميليانوس، الذي أعلنه جنود الدانوب إمبراطورًا، ضد إيطاليا. ثم سار فاليريان من رائيتيا، آخذًا معه القوات الراينية، لكنه لم يصل في الوقت المناسب لإنقاذ غالوس، الذي هزمه إميليانوس وقتله رجاله؛ ومع ذلك، رفضت قوات فاليريان الاعتراف بالمنتصر وأعلنت قائدها إمبراطورًا.
في أواخر يوليو/منتصف سبتمبر 253، اشتبكت جيوش فاليريان وأميليانوس، لكن جنود أميليانوس قرروا التخلي عنه وقتلوه بالقرب من سبوليتو، عند جسر يسمى سانجويناري، بين أوريكولوم ونارني. وفي الوقت نفسه، جلبت موجة جديدة من القوط والبورانيين وكاربي والهيروليون الدمار حتى بيسينوس وأفسس عن طريق البحر، ثم عن طريق البر إلى أراضي كابادوكيا.
وفي ظل هذه الظروف رفع فاليريان إلى الرتبة الأرجوانية (22 أكتوبر 253). صادق مجلس الشيوخ الروماني على تعيينه إمبراطورًا لقوات رائيتيا. وبذلك نجح إميليانوس. أجبرت الغزوات المستمرة في الشمال والشرق الإمبراطور الجديد على تقسيم إدارة الدولة الرومانية، كما فعل في الماضي ماركوس أوريليوس ولوسيوس فيروس؛ تولى فاليريان السلطة القضائية على الجزء الشرقي من الإمبراطورية وعهد بالجزء الغربي إلى ابنه غالينوس (253-268).
| اللقب الإمبراطوري | عدد المرات        | تاريخ |
| ----------------- | ----------------- | --- |
| سلطة المحكمة      | 8 سنوات:          | من عام 253 وتجدد سنويا في 10 ديسمبر من كل عام حتى عام 260 تسع مرات.                                                                           |
| قنصلية            | 4 مرات:           | 238؟ (I)، 254 (II)، 255 (III) و257 (IV). |
| ألقاب النصر       |                   | جرمانيكوس مكسيموس، بارثيكوس (؟) و ريستيتور جالياروم، في 254؛ ريستيتور أورينتيس, كاليفورنيا. 253-260 Restitutor orbis ، في الفترة 254-259 (؟). |
| تحية الإمبراطور   | على الأقل 3 مرات: | الأول عندما أصبح أغسطس في عام 253، والثاني عندما تولى لقب جيرمانيكوس ماكسيموس في عام 254، والثالث في عام 256.                                 |
| عناوين أخرى       |                   | بيوس، فيليكس، باتر باتريا والبونتيفكس مكسيموس في 253.                                                                                         |

### المواضيع الرئيسية

#### كونكورد
عندما رُقِّي فاليريان إلى رتبة قيصر (22 أكتوبر 253)، صادق مجلس الشيوخ الروماني على تعيين قوات رائيتيا كإمبراطور، وفي الوقت نفسه رُقِّي ابنه غالينوس إلى رتبة قيصر. بعد وصول فاليريان إلى روما، قرر رفع ابنه إلى رتبة مشارك أغسطس، بينما رفع حفيده كورنيليوس فاليريانوس أو ابنه الآخر، فاليريانوس الصغير، إلى رتبة قيصر. في الإمبراطورية الرومانية في وقت أزمة القرن الثالث، كانت ممارسة ربط الابن بالعرش أمرًا شائعًا، كما في حالة ماكسيمينوس ثراكس وماكسيموس، وفيليب العربي وفيليب الثاني، ودقيانوس وهيرينيوس إيتروسكوس، وتريبونيانوس غالوس وفولوسيانوس. وفي حالة فاليريان وغالينوس، بالإضافة إلى المزايا الأسرية، فإن ارتباط الابن البالغ بعرش أبيه سمح بوجود إمبراطورين قادرين تمامًا على الحكم، وبالتالي إعطاء قوة مضاعفة للحكم الإمبراطوري. كان هذا الأمر أقرب إلى ما حدث في منتصف القرن الثاني، عندما قام ماركوس أوريليوس، بعد وفاة أنطونيوس بيوس، بربط شقيقه المتبنى لوسيوس فيروس بالعرش. وهكذا تقاسم الأب والابن إدارة الإمبراطورية وغادرا في أقرب وقت ممكن إلى وجهتيهما - غالينوس، بعد تعيينه قنصلًا عاديًا في عام 254، إلى الغرب على طول الحدود الجرمانية، وفاليريان إلى الشرق. احتفل بالاتفاق بين الإمبراطورين في سك العملة في عامي 253 و254.
| كونكورديا أوغوستوروم والجيوش الرومانية | كونكورديا أوغوستوروم والجيوش الرومانية | كونكورديا أوغوستوروم والجيوش الرومانية                                                   | كونكورديا أوغوستوروم والجيوش الرومانية                                  | كونكورديا أوغوستوروم والجيوش الرومانية | كونكورديا أوغوستوروم والجيوش الرومانية | كونكورديا أوغوستوروم والجيوش الرومانية                   |
| صورة                                   | قيمة                                   | وجه العملة                                                                               | العكس                                                                   | تاريخ                                  | الوزن؛ القطر                           | الفهرسة                                                  |
| -------------------------------------- | -------------------------------------- | ---------------------------------------------------------------------------------------- | ----------------------------------------------------------------------- | -------------------------------------- | -------------------------------------- | -------------------------------------------------------- |
|                                        | أنطونيوس                               | IMP CP LIC GALLIENVS AVG ، رأس غالينوس مع تاج مشع نحو اليمين، تمثال نصفي مع ستائر ودروع؛ | CONCORDIA AVGG(ustorum)، الأيدي متشابكة علامة على الاتفاق.              | 253/254                                | 3.05 جرام (سك نقود روما القديمة )؛     | RIC ، غالينوس، الجزء الخامس. 1، 131؛ غوبل 13ت؛ RSC 125.  |
|                                        | أنطونيوس                               | IMP CP LIC GALLIENVS AVG ، رأس غالينوس مع تاج مشع نحو اليمين، تمثال نصفي مع ستائر ودروع؛ | تمرين كونكورديا، كونكورديا تقف نحو اليسار، وهي تحمل باتيرا وقرنة قرنين. | 253/254                                | 3.05 جرام (سك نقود روما القديمة )؛     | RIC ، غالينوس، الجزء الخامس. 1، 132، Göbl 15v؛ RSC 131a. |
| ملاحظة : ما ورد أعلاه هو بعض الأمثلة.  |                                        |                                                                                          |                                                                         |                                        |                                        |                                                          |

#### الحملات الجرمانية (253-260)

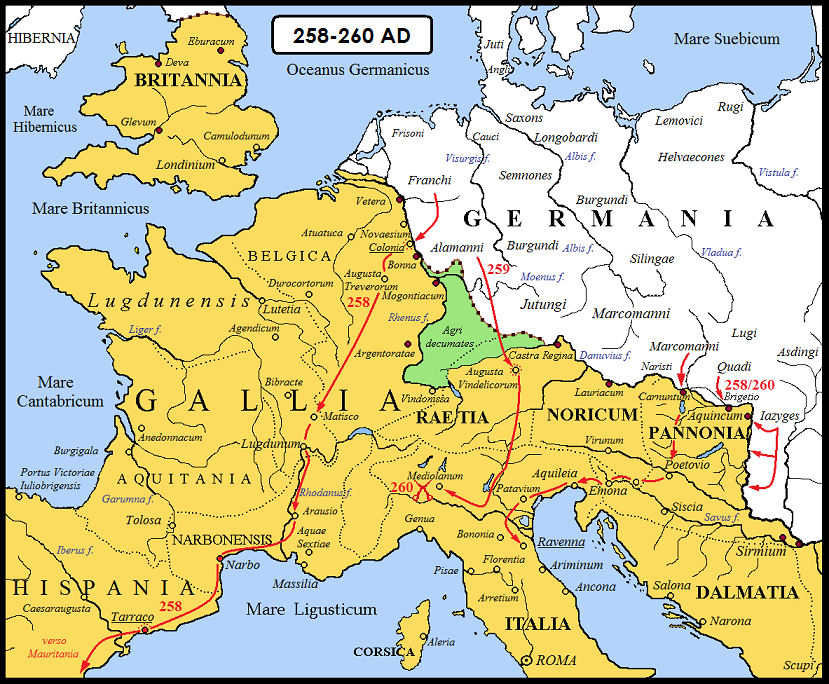
غزوات الفرنجة والألماني والماركوماني وكوادي وإيازيجيس وروكسولاني في الأعوام 258-260 في الغرب.

لقد أدت الغارات المستمرة التي شنها البرابرة في العقدين التاليين لنهاية سلالة سيفيران إلى انهيار الاقتصاد والتجارة في الإمبراطورية الرومانية. لقد تدمرت العديد من المزارع والمحاصيل، إن لم يكن من قبل البرابرة، فمن قبل عصابات من قطاع الطرق والجيوش الرومانية التي كانت تسعى للحصول على قوتها أثناء الحملات العسكرية التي خاضتها ضد الأعداء الخارجيين والداخليين (المغتصبين للون الأرجواني الإمبراطوري). وعلاوة على ذلك، أدى نقص الغذاء إلى توليد طلب يفوق العرض من المواد الغذائية، مع ما يترتب على ذلك من عواقب تضخمية واضحة على الضروريات الأساسية. بالإضافة إلى ذلك، كان هناك تجنيد قسري مستمر للجنود، مما أدى إلى الإضرار بالقوى العاملة العاملة في الريف الزراعي، مما أدى إلى التخلي عن العديد من المزارع ومساحات شاسعة من الحقول للزراعة. وقد أدى هذا الطلب الملح على الجنود، بدوره، إلى نشوء سباق ضمني لرفع سعر الحصول على اللون الأرجواني الإمبراطوري. كان كل إمبراطور أو مغتصب جديد مجبرًا، بالتالي، على تقديم تبرعات متزايدة لجيشه وأجور مربحة على نحو متزايد، مما ألحق ضررًا بالغًا بالخزانة الإمبراطورية، التي كانت غالبًا ما تُجبر على تغطية هذه النفقات غير العادية بمصادرة ممتلكات ضخمة من المواطنين الأفراد، ضحايا هذه السنوات من الحظر "الحزبي". أجبرت هذه الصعوبات الإمبراطور الجديد، فاليريان، على تقسيم إدارة الدولة الرومانية مع ابنه غالينوس، وعهد إلى الأخير بالجزء الغربي واحتفظ بالجزء الشرقي لنفسه، كما كانت الحال سابقًا مع ماركوس أوريليوس ولوسيوس فيروس (161-169).
وفي نهاية عام 253، دمر غزو جديد للقوط منطقة سالونيكي : فشل الشعب الجرماني في غزو المدينة، التي لم تتحرر إلا بصعوبة وجهد كبير على يد الجيوش الرومانية للإمبراطور الجديد فاليريان (انظر العملة أدناه من دار سك العملة في فيميناسيوم). كان الذعر شديدًا لدرجة أن سكان أخايا قرروا إعادة بناء الأسوار القديمة لأثينا والعديد من المدن البيلوبونيزية الأخرى.
في الوقت نفسه، أوقف القيصر الشاب غالينوس الفرنجة والألمانيين في محاولتهم لاختراق الحدود الرومانية، وحصل على لقب "Restitutor Galliarum" و"Germanicus maximus" لهذه النجاحات. وكان فضله أنه احتوى المخاطر جزئيًا على الأقل، وذلك بفضل اتفاق مع أحد زعماء الشعوب الجرمانية، الذي تعهد بمنع البرابرة الآخرين من عبور نهر الراين وبالتالي معارضة الغزاة الجدد.
في عام 257، تعطلت جبهة الراين في جرمانيا الصغرى بسبب هجمات الفرنجة الجديدة، الذين تمكنوا من الدفع حتى موغونتياكوم، حيث أوقفهم الفيلق السادس الغاليكاني المتقدم، والذي كان الإمبراطور المستقبلي أوريليان قائدًا عسكريًا له. سارع غالينوس، الذي غادر إيليريكوم بسرعة، إلى الغرب، ونجح في هزيمة جحافل الفرنجة بالقرب من كولونيا وبعد تحرير الضفة اليسرى بالكامل لنهر الراين من الجيوش البربرية (انظر العملات المعدنية أدناه من دار سك كولونيا أجريبينينسيوم).
| الحملات العسكرية على طول نهر الراين والدانوب | الحملات العسكرية على طول نهر الراين والدانوب | الحملات العسكرية على طول نهر الراين والدانوب                                          | الحملات العسكرية على طول نهر الراين والدانوب                                                                             | الحملات العسكرية على طول نهر الراين والدانوب                                           | الحملات العسكرية على طول نهر الراين والدانوب                         | الحملات العسكرية على طول نهر الراين والدانوب                       |
| صورة                                         | قيمة                                         | وجه العملة                                                                            | العكس | تاريخ                                                                                  | الوزن؛ القطر                                                         | الفهرسة                                                            |
| -------------------------------------------- | -------------------------------------------- | ------------------------------------------------------------------------------------- | --- | -------------------------------------------------------------------------------------- | -------------------------------------------------------------------- | ------------------------------------------------------------------ |
|                                              | أنطونيوس                                     | إمب بليك فاليريانو متوسط، رأس مع تاج، يرتدي درعًا؛                                     | فيكتوريا جيرمانيكا، النصر يواجه اليسار، يحمل درعًا وشجرة نخيل.                                                            | 253                                                                                    | 21 ملم، 3.90 جم (سك نقود فيميناسيوم )؛                               | ريك ليسينيوس فاليريانوس، الخامس، 264؛ مير 36، 793 د؛ آر إس سي 253. |
|                                              | أنطونيوس                                     | GALLIENVS AVG ، رأس غالينوس مع تاج مشع نحو اليمين، تمثال نصفي مع ستائر ودروع؛         | فيكت جيرمانيكا ، النصر فوق كرة نحو اليمين، يحمل كأسًا على الكتفين وتاجًا بين أسيرين يجلسان على الأرض.                      | 257/258 للاحتفال بالنصر على الشعوب الجرمانية؛                                          | 22 مم، 3.72 جم، 6 ساعات (كولونيا أجريبينينسيوم مينت، الإصدار الأول)؛ | ريك ، غالينوس، الخامس 49؛ مير 36، 874 لتر؛ آر إس سي 1062.          |
|                                              | أنطونيوس                                     | إمب جالينوس بيوس متوسط، رأس غالينوس مع تاج مشع نحو اليمين، تمثال نصفي مع ستائر ودروع؛ | FIDES MILITUM، نسر متجه إلى اليسار جالسًا على قمة كرة، رأسه إلى اليمين، يحمل تاجًا في منقاره؛ فيكسيلوم إلى اليمين واليسار. | 257/258 للاحتفال بالنصر على الشعوب الجرمانية؛                                          | 21 مم، 3.98 جم، 12 ساعة (كولونيا أجريبينينسيوم مينت، الإصدار الأول)؛ | ريك ، غالينوس، الخامس 11؛ مير 36، 871 ب؛ آر إس سي 253.             |
|                                              | أنطونيوس                                     | GALLIENVS PF AVG ، رأس غالينوس مع تاج مشع نحو اليمين، تمثال نصفي مع ستائر ودروع؛      | جيرمانيكوس ماكس الخامس، كأس، في قاعدته يجلس سجينان على كل جانب، وأيديهما مقيدة.                                          | 258 للاحتفال بالنصر على الشعوب الجرمانية ولقب النصر لجرمانيكوس ماكسيموس للمرة الخامسة؛ | 21 مم، 3.22 جم، 12 ساعة (كولونيا أجريبينينسيوم مينت، الإصدار الأول)؛ | ريك ، غالينوس، الخامس 18؛ مير 36، 872 لتر؛ آر إس سي 308.           |
|                                              | أنطونيوس                                     | GALLIENVS PF AVG ، رأس غالينوس مع تاج مشع نحو اليمين، تمثال نصفي مع ستائر ودروع؛      | انتصار جيرمانيكا ، النصر يتقدم إلى اليسار، يحمل الكأس والتاج، ويدوس على أسير جرماني.                                     | 258/259 للاحتفال بالنصر على الشعوب الجرمانية؛                                          | 3.43 جرام، 6 ساعات (كولونيا أجريبينيوم بالنعناع، الإصدار الثاني)؛    | ريك ، غالينوس، الخامس 44؛ مير 36، 893 ساعة؛ آر إس سي 1061أ.        |
| ملاحظة : ما ورد أعلاه هو بعض الأمثلة.        |                                              |                                                                                       | |                                                                                        |                                                                      |                                                                    |

#### الحملات الفارسية (254-260)
نجح فاليريان، بعد مغادرته في وقت مبكر من حكمه إلى الجبهة الشرقية، في طرد الساسانيين من الأراضي الإمبراطورية، واستعادة أنطاكية، التي كانت محاصرة ثم غزت، ثم ركز على إعادة تنظيم الحدود الشرقية بأكملها في السنوات التالية. ومع ذلك، كان عليه أن يرتب كل مقاومة ممكنة ضد البرابرة من الشمال، من خلال جنرالاته، عندما دمرت غارات القوط الجديدة من 254 إلى 256 الكثير من أراضي تراقيا ومقدونيا وبونتوس، مما أثار الذعر بين سكان أخايا، لدرجة أنه رتب لإعادة بناء الأسوار القديمة لأثينا والعديد من المدن الأخرى في البيلوبونيز. وصلت الأمور إلى أدنى نقطة في عام 260، عندما هُزم فاليريان في المعركة وأسره الساسانيون، ومات في الأسر دون إمكانية وجود حملة عسكرية لتحريره.
| الحملات العسكرية الشرقية (254-260)    | الحملات العسكرية الشرقية (254-260) | الحملات العسكرية الشرقية (254-260)                                       | الحملات العسكرية الشرقية (254-260)                                                                        | الحملات العسكرية الشرقية (254-260) | الحملات العسكرية الشرقية (254-260) | الحملات العسكرية الشرقية (254-260)                                                            |
| صورة                                  | قيمة                               | وجه العملة                                                               | العكس | تاريخ                              | الوزن؛ القطر | الفهرسة                                                                                       |
| ------------------------------------- | ---------------------------------- | ------------------------------------------------------------------------ | --- | ---------------------------------- | --- | --------------------------------------------------------------------------------------------- |
|                                       | مثل                                | IMP CP LIC VALERIANO AVG ، رأس نبات فاليريان مع إكليل الغار، يرتدي درعًا؛ | Aequitas AUGG ، Aequitas تواجه اليسار، وتحمل مقياسًا ووفرة.                                                | حوالي 253                          | 9.69 جرام، 11 ساعة (في دار سك العملة في أنطاكية؛ وهي مدينة أصبحت رومانية مرة أخرى بحلول عام 253 بعد حصار الساسانيين واحتلالهم لها في عامي 252-253)؛ | العملة الإمبراطورية الرومانية، ليسينيوس فاليريانوس، المجلد 297؛ مير 36، 1558ج.                |
|                                       | أنطونيوس                           | إمب بليك فاليريانو بي إف أف جي، رأس فاليريان مع تاج مشع نحو اليمين؛      | انتصاران يقفان على جانبي شجرة نخيل، حيث يعلق عليهما درع مكتوب عليه S C.                                   | 255/256 تقريبًا                     | 22 مم، 3.69 غرام، 12 ساعة (سُكّت في ساموساتا، بعد أن نجح الرومان في طرد الساسانيين غرب نهر الفرات في عامي 254-255)؛                                   | العملة الإمبراطورية الرومانية، ليسينيوس فاليريانوس، المجلد 295؛ مير 36، 1682هـ؛ آر إس سي 279. |
|                                       | أنطونيوس                           | إمب بليك فاليريانو بي إف أف جي، رأس فاليريان مع تاج مشع نحو اليمين؛      | RESTITVT ORI-ENTIS، الشرق الواقف على اليمين يمد إكليلًا إلى فاليريان، الذي يقف في المقدمة وينظر إلى اليسار | 256/260 تقريبًا                     | 22 مم، 3.95 غرام (عملة ساموساطة، بعد أن نجح الرومان في طرد الساسانيين غرب نهر الفرات في عامي 254-255)؛                                              | العملة الإمبراطورية الرومانية، ليسينيوس فاليريانوس، المجلد 287؛ مير 36، 1685هـ؛ آر إس سي 189. |
|                                       | أنطونيوس                           | إمب بليك فاليريانوس بي إف متوسط، رأس ذو تاج مشع، تمثال نصفي مع درع؛      | ORIE-NS AVGG، الشمس تمشي إلى اليسار، وتحمل سوطًا وترفع يده اليمنى.                                         | 257/258                            | 3.85 جم (كولونيا أجريبينينسيوم سك النقود)؛ | ريك ليسينيوس فاليريانوس، V نقطة. 1، 12؛ غوبل 868 ح؛ آر إس سي 143أ.                            |
|                                       | أنطونيوس                           | إمب بليك فاليريانوس بي إف متوسط، رأس ذو تاج مشع، تمثال نصفي مع درع؛      | الجزء السادس : النصر يقف نحو اليسار، يحمل درعًا ونخلة؛ والسجين يجلس نحو اليسار، حزينًا.                     | 257/258                            | 20 مم، 3.20 جم، 6 ساعات (سك نقود فيميناسيوم، الإصدار الثالث)؛                                                                                       | ريك ليسينيوس فاليريانوس، الخامس، 262؛ مير 847 د؛ راجع. آر إس سي 255.                          |
| ملاحظة : ما ورد أعلاه هو بعض الأمثلة. |                                    |                                                                          | |                                    | |                                                                                               |

## غالينوس (253-268)

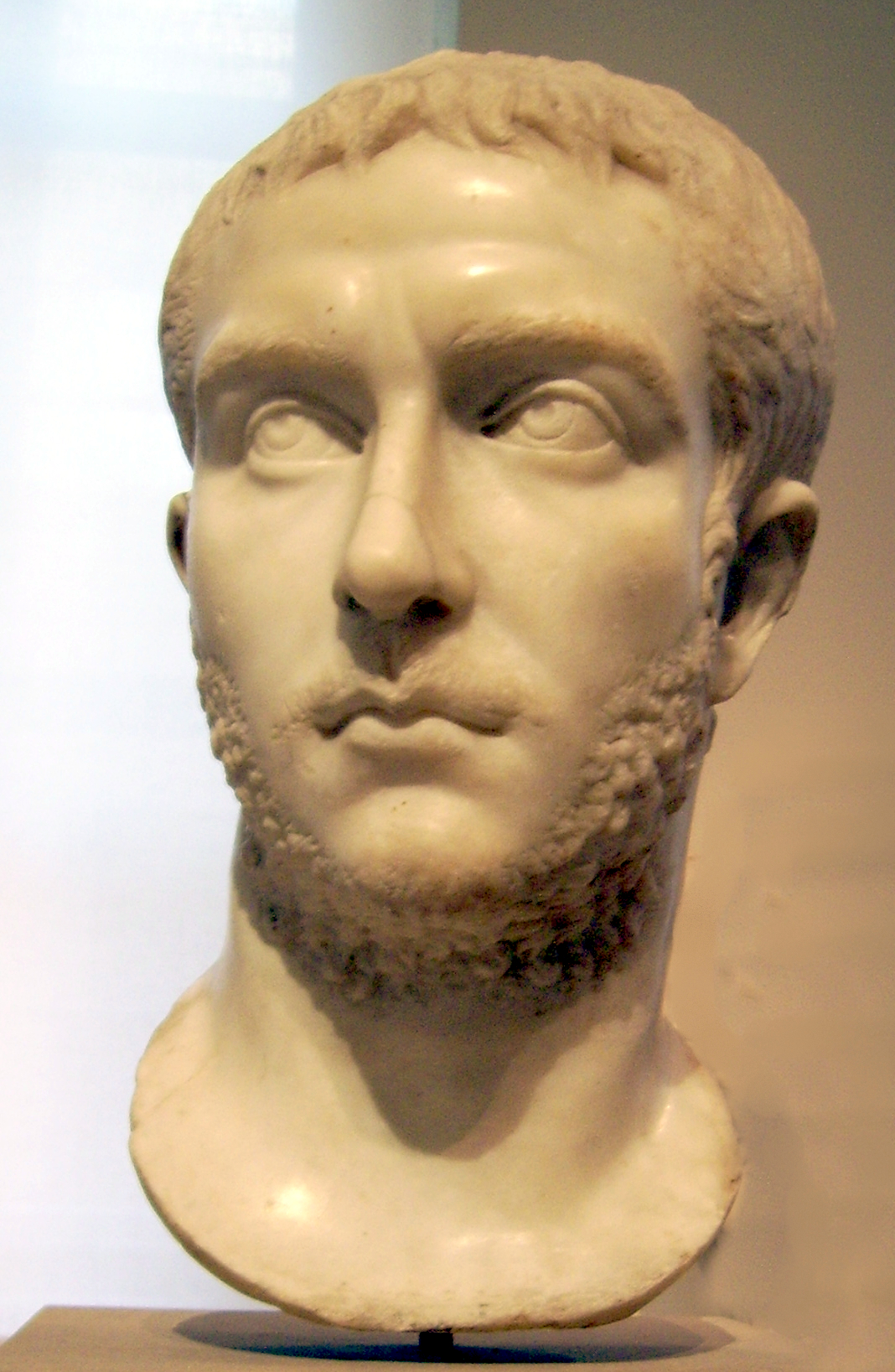
تمثال نصفي للإمبراطور غالينوس، ابن فاليريان.

نتيجة للهزيمة الشديدة التي تعرض لها والده فاليريان ضد الساسانيين، انقسمت الإمبراطورية إلى ثلاثة أجزاء لمدة خمسة عشر عامًا تقريبًا، لكن هذا سمح لها بالبقاء: في الغرب، الإمبراطورية الغالية، التي حكمها مغتصبون مثل بوستوموس (260-268)، وليليان (268)، وماركوس أوريليوس ماريوس (268-269)، وفيكتورينوس (269-271)، ودوميتيان الثاني (271)، وتيتريكوس (271-274)؛ بينما في الشرق إمبراطورية تدمر، حيث تناوب أذينة أولاً، الذي عينه غالينوس مصححًا توتوس أورينتيس، من عام 262، ثم ابنه فابالاثوس مع والدته زنوبيا حتى عام 272. يكتب إوتروبيوس:
وهكذا، بينما تخلى غالينوس عن الحكومة، إنقذت الإمبراطورية الرومانية في الغرب على يد بوستوموس، وفي الشرق على يد أوديناثوس.— إتروبيو، Breviarium ab urbe condita، 9، 11.
بعد أن أصبح غالينوس الإمبراطور الوحيد في الجزء الأوسط من الإمبراطورية، اضطر إلى طلب المساعدة في الشرق من حاكم تدمر، أذينة، تاركًا لهذا الأخير نوعًا من السيادة على الجزء الشرقي من الإمبراطورية، ومنحه لقب دوكس أورينتيس، مما تسبب في انفصالها عند وفاة الحاكمين (عام 268). في المجال العسكري، عهد غالينوس بقيادة الفيالق، لم يعد إلى النظام السيناتور (ليغاتوس ليجيونيس)، بل إلى النظام الفروسي (برايفكتوس ليجيونيس). اغتيل غالينوس عام 268 على يد ضباط إيليريين.
بينما يبدو أن الإمبراطورية الرومانية قد مرت بإحدى أحلك فترات تاريخها في عهد غالينوس، إلا أن هذا الإمبراطور مثّل نقطة تحول في فترة أزمة القرن الثالث التي أعقبت سلالة سيفيروس. وليس من قبيل المصادفة أن غالينوس كان أول من حكم لمدة خمسة عشر عامًا (سبع سنوات مع والده وثمانية سنوات بمفرده)، وهو أمر نادر جدًا بالنظر إلى الفترة الأولى من الفوضى العسكرية (من عام 235 إلى عام 253). في الواقع، لم يحكم أي إمبراطور روماني هذه المدة الطويلة منذ عهد سيبتيموس سيفيروس (193-211).
يبدو أن النقاد المعاصرين يعيدون تقييم أفعاله اليوم، في محاولة لإنقاذ "القلب المركزي" للإمبراطورية الرومانية على الأقل، مما وضع الأساس لإعادة توحيد الأراضي، والذي حدث بعد ذلك بوقت قصير مع الأباطرة الإيليريين (268-282). في الواقع، وضع غالينوس الأسس الأولى لفترة من التعافي والاستعادة والإصلاح، والتي أسفرت عن فترة دقلديانوس الرباعية (284-306).
| اللقب الإمبراطوري   | عدد المرات | تاريخ |
| ------------------- | ---------- | --- |
| تريبيونيسيا بوتستاس | 15 سنة:    | من عام 253 وتجدد سنويا في 10 ديسمبر من كل عام (أي ما يعادل ستة عشر مرة). |
| قنصلية              | 7 مرات:    | 254 (أولًا)، 255 (ثانيًا)، 257 (ثالثًا)، 261 (رابعًا)، 262 (خامسًا)، 264 (سادسًا) و 266 (سابعًا). |
| ألقاب النصر         |            | Germanicus و Restitutor Galliarum، في 254؛ داسيكوس مكسيموس، أواخر 256 - أوائل 257؛ جرمانيكوس مكسيموس، في 255، مرتين في 257 و 258 (المرة الخامسة)؛ بارثيكوس مكسيموس، 262/263 (؟)؛ برسيكوس مكسيموس، في 264-265 (؟). |
| تحية الإمبراطور     | 12 مرة:    | الأول عندما أعلنه والده أغسطسًا في عام 253، والأخير في عام 264/265. |
| عناوين أخرى         |            | باتريا باتريا في 255 (؟) والبونتيفيكس مكسيموس في 211. |

### افتتاح دور سك العملة الإمبراطورية الجديدة
أدت أزمة الإمبراطورية الرومانية في القرن الثالث وعسكرتها إلى نشوء لامركزية أولية، وتكاثر دور سك العملة بالقرب من المناطق التي تشهد كثافة عسكرية عالية، حيث كان الطلب على العملات المعدنية مرتفعًا. إضافةً إلى ذلك، أدت عمليات الاغتصاب إلى ظهور دور سك عملة مؤقتة.
في عام 257، افتتح غالينوس دار سك عملات جديدة في كولونيا أجريبينينسيوم (كولونيا حاليًا) في جرمانيا السفلى. وبعد بضع سنوات، في عامي 260 و261، افتتح دار سك عملات جديدة في ميديولانوم، بسلسلة تضم 23 نوعًا على الأقل من العملات المعدنية، تُعرف باسم "سلسلة الفيلق"، حيث مُثِّلت بأسمائها ورموزها وأساطيرها. تألفت السلسلة من عملة أنتونينياس، وهي عملة فضية تساوي دينارين.
منذ عام 262، وضعت علامة على إصدارات ميديولانوم أيضًا بعلامة الورشة (بريما، سيكوندا، وترتيا) مسبوقة بكلمات "ميديولانوم". هناك، سك غالينوس أيضًا أوريوس، كويناريوس ذهبي وفضي، دوبونديوس و أس، وإن كان ذلك بأعداد محدودة. في أواخر عام 267 وأوائل عام 268، أثناء حصار ميلانو من قبل غالينوس ضد أوريولوس (الذي كان مقره في ميديولانوم)، أنتجت دار السك عملات معدنية للمغتصب، بوستوموس، على رأس الإمبراطورية الغالية.
إنشئت دار سك أخرى في سيسكيا في عام 262 بواسطة غالينوس لغرض توفير إنتاج النقود، في حالة الحاجة، في المقاطعات النائية، حيث كانت احتياجات الدفاع للإمبراطورية تجعل الإنفاق العسكري ضروريًا؛ لهذا السبب، استخدمت بشكل متقطع أثناء الحكم المشترك للإمبراطورين ثم أثناء حكم غالينوس وحده، ربما عندما كانت المحكمة الإمبراطورية في البلقان.

### المواضيع الرئيسية

#### الحملات الجرمانية (260-268)

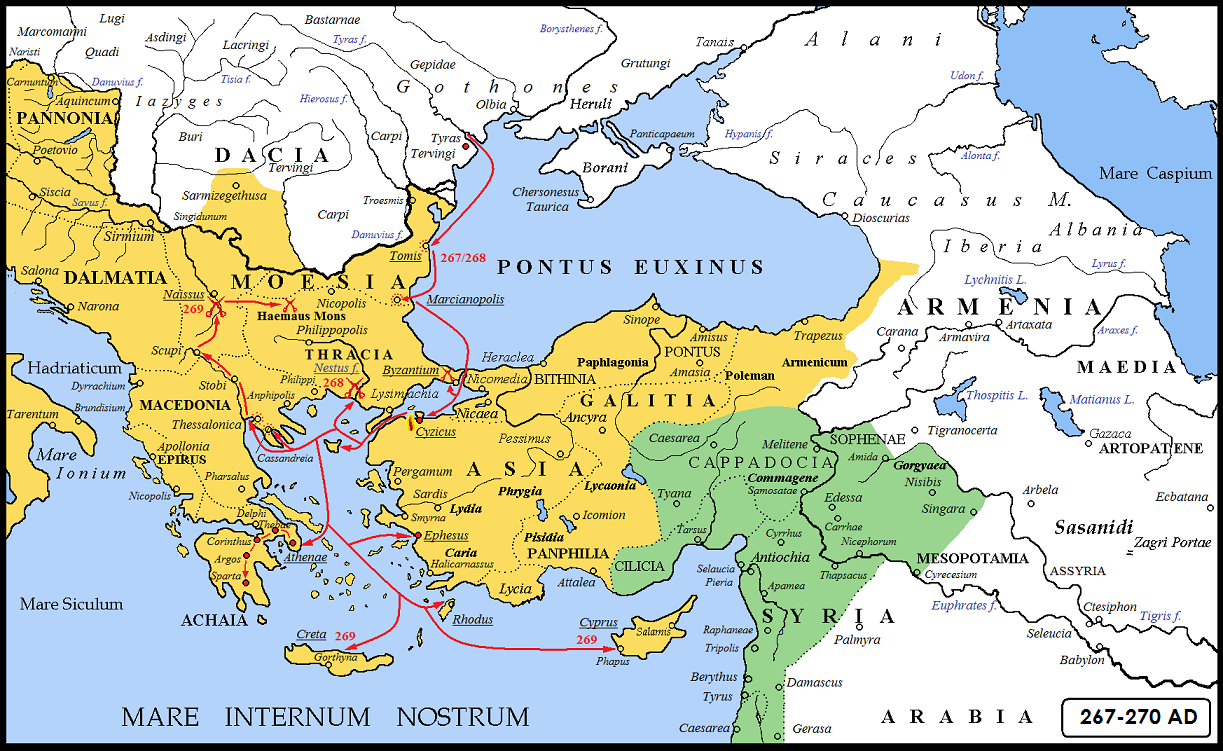
غزو الشعوب القوطية 267هـ/268-270م في عهد غالينوس وكلاوديوس جوثيكوس. باللون الأخضر الإمبراطورية التدمرية للملكة زنوبيا وفابالاتوس.

خلال عام 260، تخلوا عن الأراضي التي شكلت فجوة بين الراين والدانوب، جنوب ما يسمى بالحدود الجرمانية الرايتية (أجري ديكوماتيس) لصالح سكان سويبيون من الألامانيين. ربما كان غالينوس هو من قرر التخلي النهائي عن جميع الأراضي الواقعة شرق الراين وشمال الدانوب، بسبب الغزوات المستمرة للقبائل الجرمانية المجاورة للألامانيين، والانفصال المتزامن للجزء الغربي من الإمبراطورية، بقيادة حاكم جرمانيا العليا والسفلى، بوستوموس. كان الألامانيون، الذين اخترقوا الحدود الرايتية وعبروا ممر برينر، قد دفعوا إلى إيطاليا، حيث اعترضتهم جيوش غالينوس وهزمتهم بالقرب من ميلانو. في الوقت نفسه، وعلى طول حدود ألمانيا السفلى، تمكنت جحافل من الفرنجة من الاستيلاء على حصن كاسترا فيتيرا العسكري وحاصرت كولونيا، بينما نجت من أوغوستا تريفيروروم (مدينة ترير حاليًا). كما اجتاحت جيوش أخرى ساحل بلاد الغال ودمرت بعض القرى حتى مصبات نهري السين والسوم.
في العام التالي (عام 261)، أوقفت جيوش بوستوموس غزوًا جديدًا للألمانيين على منطقة موزيل. في الواقع، قاد الهجوم الروماني المضاد الحاكم السابق، الذي أصبح الآن وصيًا على إمبراطورية الغال، وحصل على لقب "فيكتوريا الجرمانية". ونظرًا لهذه النجاحات، حصل على لقب "ريستيتور غالياروم" (مُعيد بلاد الغال)، وقرر أيضًا تجنيد فرق من الجنود الفرنجة المهزومين حديثًا في صفوف جيشه لقتال "إخوانهم"، كما شهد بذلك أوريليوس فيكتور.
مع نهاية عام 267 أو بداية عام 268، بدأ غزو جديد وضخم من قبل تحالف الشعوب الجرمانية السارماتية، تحت قيادة القوط، من مصب نهر دنيستر (بالقرب من مدينة تحمل الاسم نفسه) وبدأ الغزو الأكثر لفتًا للانتباه في القرن الثالث، والذي عطل السواحل والمناطق الداخلية للعديد من مقاطعات البلقان وآسيا، مثل مويسيا وتراقيا وأخايا، المطلة على بونتوس إوكسينوس وبحر إيجه. جلبت جحافل البرابرة أيضًا الدمار إلى المناطق الداخلية لمقاطعة مقدونيا، حتى اعترض جالينوس، بالقرب من مصب نهر نيستوس، أحد الجيوش القوطية وذبحهم (ربيع عام 268). بعد ذلك بفترة وجيزة، اضطر غالينوس للعودة إلى إيطاليا لمحاصرة المغتصب أوريولوس، الذي حاول اغتصاب عرشه، في ميلانو. بعد ذلك بفترة وجيزة، اغتيل غالينوس على يد جنرالاته.
| الحملات العسكرية لغالينوس ضد الشعوب الجرمانية (260-268) | الحملات العسكرية لغالينوس ضد الشعوب الجرمانية (260-268) | الحملات العسكرية لغالينوس ضد الشعوب الجرمانية (260-268)                       | الحملات العسكرية لغالينوس ضد الشعوب الجرمانية (260-268)                                                | الحملات العسكرية لغالينوس ضد الشعوب الجرمانية (260-268) | الحملات العسكرية لغالينوس ضد الشعوب الجرمانية (260-268)                            | الحملات العسكرية لغالينوس ضد الشعوب الجرمانية (260-268)                                  |
| صورة                                                    | قيمة                                                    | وجه العملة                                                                    | العكس                                                                                                  | تاريخ                                                   | الوزن؛ القطر                                                                       | الفهرسة                                                                                  |
| ------------------------------------------------------- | ------------------------------------------------------- | ----------------------------------------------------------------------------- | --- | ------------------------------------------------------- | ---------------------------------------------------------------------------------- | ---------------------------------------------------------------------------------------- |
|                                                         | أنطونيوس                                                | GALLIENVS AVG ، رأس غالينوس مع تاج مشع نحو اليمين، تمثال نصفي مع ستائر ودروع؛ | فيكت جال أوغ، ثلاثة انتصارات واقفة، متجهة إلى اليسار، كل منها يحمل تاجًا وسعفة نخيل.                    | 260/261-262                                             | 2.92 جرام، 6 ساعات ( دار سك العملة في روما القديمة ، الإصدار السادس)؛              | ريك ، غالينوس ، V 294؛ مير 36، 368 درجة؛ آر إس سي 1034.                                  |
|                                                         | أنطونيوس                                                | GALLIENVS AVG ، رأس غالينوس مع تاج مشع نحو اليمين، تمثال نصفي مع ستائر ودروع؛ | COS IIII PP ، غالينوس، منتصراً، يقود رباعية إلى اليسار، ممسكاً بغصن في يده اليسرى والزمام في يده اليمنى. | 260/261-262                                             | 3.70 جرام، 12 ساعة (دار سك العملة في روما القديمة، الورشة الأولى، الإصدار السادس)؛ | ريك ، جالينوس ، V 150 فار. (نوع التمثال)؛ مير 36، 339x؛ آر إس سي 146 فار. (نوع التمثال). |
| ملاحظة : ما ورد أعلاه هو بعض الأمثلة.                   |                                                         |                                                                               | |                                                         |                                                                                    |                                                                                          |

#### الجيش
بعد أن أدرك غالينوس استحالة حماية جميع مقاطعات الإمبراطورية في وقت واحد بخط ثابت من الرجال المتمركزين بالقرب من الحدود، طوّر ممارسة بدأت في أواخر القرن الثاني في عهد سيبتيموس سيفيروس (مع وضع فيلق، الفيلق الثاني البارثي، على بعد بضعة كيلومترات من روما)، أي من خلال وضع احتياطي استراتيجي من الجنود المدربين تدريبًا جيدًا والمستعدين للتدخل حيثما كانت هناك حاجة إليهم في أقصر وقت ممكن (فرق سلاح الفرسان في ميديولانوم، وسيرميوم، وبتوي وليخنيدوس).
وفقًا لهذه الاعتبارات، أنشأ غالينوس حوالي عامي 264-268، أو ربما قبل ذلك بفترة وجيزة، هذا الاحتياطي الاستراتيجي المركزي (الذي كان سيشكل أساس إصلاح جيش دقلديانوس المستقبلي)، والذي يتكون بشكل أساسي من وحدات سلاح الفرسان الثقيلة المجهزة بالدروع (ما يسمى بالبروموتي، ومن بينهم الفرسان الدلماطيون والفروسية الموريون والأوسرويني)، حيث غطوا مسافات أكبر في وقت أقل من المشاة الفيلقية أو المساعدة. وكلما اخترق البرابرة الحدود الرومانية ودخلوا المقاطعات الداخلية، يمكن "للاحتياطي الاستراتيجي" التدخل بقوة تخريبية. وضعت القاعدة الرئيسية التي اختارها غالينوس للجيش الجديد في ميلانو، وهي نقطة استراتيجية متساوية البعد عن روما والحدود الشمالية القريبة من رائيتيا ونوريكوم. كان ذلك ضروريًا أيضًا بسبب خسارة منطقة أغري ديكوماتس بين نهر الراين ونهر الدانوب، والتي جلبت الشعوب الجرمانية المجاورة أقرب إلى شبه الجزيرة الإيطالية، مركز القوة الإمبراطورية.
لذلك، كان القادة الذين قادوا هذه القوة يتمتعون بسلطة هائلة، وليس من قبيل الصدفة أن ملوكًا مستقبليين مثل كلوديوس غوثيكوس أو أوريليان شغلوا هذا المنصب قبل أن يصبحوا أباطرة. لم يقتصر توفير سلاح الفرسان على القوات المساعدة وأعدادها، بل شمل أيضًا الفيالق نفسها، حيث زاد عدد الفرسان من 120 إلى 750 لكل فيلق.
كما أزال إصلاح غالينوس جميع المناصب العسكرية من أعضاء مجلس الشيوخ؛ فبينما كان قادة الفيالق في الماضي (legatus legionis) يأتون من مجلس الشيوخ باستثناء أولئك الذين قادوا الفيالق المصرية، فإنهم الآن يأتون من طبقة الفرسان (praefectus legionis). لقد قام غالينوس فقط بإضفاء الطابع الرسمي على ممارسة كانت موجودة بالفعل منذ زمن أغسطس فيما يتعلق بالفيالق المتمركزة في مصر وتوسعت مع سيبتيموس سيفيروس، فيما يتعلق بتلك المتمركزة في مقاطعة بلاد ما بين النهرين الجديدة (مثل البارثيكا الأولى والثالثة) وفي إيطاليا في كاستروم في تلال ألبان، جنوب روما (البارثيكا الثانية). يمكن تفسير ذلك أيضًا بحقيقة أن أعضاء مجلس الشيوخ كانوا الآن أكثر اهتمامًا بالعيش في رفاهية فيلاتهم في إيطاليا من القيود التي تتطلبها الحياة العسكرية في المقاطعات.
مع ذلك، أزالت هذه النقطة من الإصلاح نهائيًا أي صلة بين الفيالق وإيطاليا، لأن القادة الجدد، الذين كانوا في الغالب عسكريين محترفين بدأوا من أدنى الرتب وتدرجوا في المناصب حتى وصلوا إلى أعلى الرتب، لم يكونوا مهتمين إلا بمصلحتهم الشخصية، أو في أحسن الأحوال بمصالح مقاطعتهم الأصلية، وليس بروما. لذلك، احتُفل بالفيالق بسلسلة عملات جديدة، سُميت "أنتونينياس الفيلقي".
| جالينوس والجيش                        | جالينوس والجيش          | جالينوس والجيش                                | جالينوس والجيش | جالينوس والجيش | جالينوس والجيش                                  | جالينوس والجيش |
| صورة                                  | قيمة                    | وجه العملة                                    | العكس | تاريخ          | الوزن؛ القطر                                    | الفهرسة |
| ------------------------------------- | ----------------------- | --------------------------------------------- | --- | -------------- | ----------------------------------------------- | --- |
|                                       | أنطونيوس                | GALLIENUS AVG ، يشع رأس Gallienus نحو اليمين؛ | COHH PRAET VI P VI F، أسد " مشع "، رمز لمجموعات الحرس البريتوري، يمشي إلى اليمين.                                 | 260؛           | 19 مم، 2.46 جرام، 5 ساعات (سك نقود ميديولانوم)؛ | ريك، غالينوس، ريك الخامس 370؛ مير 36، 979 ص؛ كونيتيو 1434؛ آر إس سي 105.                                             |
|                                       | أنطونيوس "سلسلة الفيلق" | غاليانوس متوسط، يشع رأسه وتمثال نصفي بالدروع. | الجزء الأول الإيطالي السادس P(ia) السادس F(idelis)، خنزير بري (رمز الفيلق المواجه لليمين).                        | 260/261        | 3.73 جرام (سك نقود ميديولانوم)؛                 | RIC V 320؛ MIR 36، 986n؛ RSC 455.                                                                                    |
|                                       | أنطونيوس "سلسلة الفيلق" | غاليانوس متوسط، يشع رأسه وتمثال نصفي بالدروع. | الساق الثانية الإيطالية السادسة ب(يا) السادسة ف(ايدليس)، ذئبة مع توأم (رمز الفيلق المواجه لليمين).                | 260/261        | 21 مم، 2.68 جم (سك نقود ميديولانوم)؛            | ريك 329؛ مير 36، 993 ي؛ كونيتيو -; آر إس سي 474أ. VF.                                                                |
|                                       | أنطونيوس "سلسلة الفيلق" | غاليانوس متوسط، يشع رأسه وتمثال نصفي بالدروع. | LEG III ITAL VI P(ia) VI F(idelis)، طائر اللقلق (رمز الفيلق الذي يواجه اليمين).                                   | 260/261        | 4.23 جرام (سك نقود ميديولانوم)؛                 | RIC V pt. 2، 339؛ Göbl، MIR 36، 999r؛ RSC (Cohen) 487.                                                               |
|                                       | أنطونيوس "سلسلة الفيلق" | غاليانوس متوسط، يشع رأسه وتمثال نصفي بالدروع. | الساق الخامسة ماك السادس ب(يا) السادس ف(ايدليس)، النصر يواجه اليمين، ممسكًا بكف اليد؛ نسر عند قدميها يواجه اليمين. | 261            | 3.54 جرام (سك نقود ميديولانوم)؛                 | RIC V الجزء 1، 345؛ Göbl 1007n؛ RSC 504.                                                                             |
|                                       | أنطونيوس "سلسلة الفيلق" | غاليانوس متوسط، يشع رأسه وتمثال نصفي بالدروع. | الساق السابعة CLA VI P(ia) VI F(idelis)، ثور يتحرك إلى اليمين.                                                    | 261            | (سك نقود ميديولانوم)؛                           | ريك الخامس pt.2، 348 فار. (CL تعارض CLA)؛ غوبل 1006i فار. (شرحه)؛ كونيتيو 1465 فار. (شرحه)؛ آر إس سي 512 فار. (شرح). |
| ملاحظة : ما ورد أعلاه هو بعض الأمثلة. |                         |                                               | |                |                                                 | |

#### الحملات الفارسية (260-266)
بعد هزيمة الإمبراطور فاليريان وسجنه في عام 260 في معركة الرها على يد الفرس، ترك غالينوس الشرق الروماني تحت رحمة شابور الأول، الذي تمكن من احتلال ليس فقط طرسوس وأنطاكية، ولكن أيضًا المقاطعة الرومانية بأكملها في بلاد ما بين النهرين وقيسارية في كابادوكيا بعد دفاع شاق.
أدت الحملات الساسانية التالية التي قادها أوديناثوس، حليف الرومان، عام 264 إلى دفع الجيوش الرومانية إلى ما وراء نهر دجلة، لدرجة أن الإمبراطور غالينوس مُنح لقب "الفرسان الكبار" في نهاية هذا التقدم الجديد إلى أراضي العدو. واصل أوديناثوس تقدمه حتى العاصمة الفارسية قطسيفون، للمرة الثانية، ربما خلال هذه الحملة العسكرية الثانية. في العام التالي (عام 265)، سجل تاريخ أوغستا أنه عندما علم غالينوس بذلك
كان أذينة قد اجتاح الفرس، وأخضع نصيبين وكارهي لحكم روما، وضمّ بلاد ما بين النهرين كلها إليه، ووصل أخيرًا إلى قطسيفون، فهزم الملك، وأسر الساتراب، وقتل أعدادًا كبيرة من الفرس. ثم منحه نصيبًا في السلطة الإمبراطورية، ومنحه لقب أغسطس، وأمر بسكّ عملات معدنية تكريمًا له، تُظهره وهو يأسر الفرس. وقد لاقى هذا الإجراء استحسانًا واسعًا من مجلس الشيوخ والمدينة ورجال كل العصور.— هيستوريا أوغوستا - غالييني، 12.1.
ونتيجة لهذه الحملات المنتصرة، استعادت الإمبراطورية سلطتها في الشرق؛ وتمكن الإمبراطور غالينوس من الاحتفال بالنصر، وذلك بفضل "عميده أورينتيس"، أوديناثوس، الذي تقاسم انتصاراته مع ابنه الأكبر حيران وحصل على اللقب الشرفي ملك الملوك، على النقيض من لقب الملك الساساني سابور الأول.
| الحملات العسكرية في الشرق     | الحملات العسكرية في الشرق | الحملات العسكرية في الشرق                                                          | الحملات العسكرية في الشرق                                                                                          | الحملات العسكرية في الشرق                                                                                     | الحملات العسكرية في الشرق                    | الحملات العسكرية في الشرق                                              |
| الصورة                        | القيمة                    | وجه العملة                                                                         | العكس | التاريخ | وزن؛ القطر                                   | الفهرسة                                                                |
| ----------------------------- | ------------------------- | ---------------------------------------------------------------------------------- | --- | --- | -------------------------------------------- | ---------------------------------------------------------------------- |
|                               | أنتونينياس                | غالينوس متوسط الحجم، رأس غالينوس مع تاج مشع نحو اليمين، تمثال نصفي مع ستائر ودروع؛ | PAX FVNDATA، وهي جائزة أسلحة مع اثنين من الأسرى الساسانيين عند قدميها؛ وشجرة نخيل في الصندوق.                      | 264/265 للاحتفال بجيوش الرومان التدمريين بقيادة أوديناثوس الذين نجحوا في الوصول إلى العاصمة الساسانية قطسيفون | 3.51 جرام (سك نقود أنطاكية)؛                 | ريك، غالينوس، V نقطة. 1، 164؛ آر إس سي 73؛ جوبل 738 ب.                 |
|                               | أوريوس                    | GALLIENVS PF AVG، رأس الحائز على جائزة Gallienus نحو اليسار؛                       | السلام في كل مكان (VBIQVE PAX)، النصر على عربة إلى اليمين، ممسكة بزمام الأمور في يدها اليسرى، وسوط في يدها اليمنى. | 264/267 للاحتفال بالانتصار الروماني في نهاية حملات أوديناثوس الساسانية؛                                       | 5.80 تقريبًا (دار سك العملة في روما القديمة)؛ | ريك، غالينوس، 72؛ كوهين 1018؛ راجع. عملة مماثلة كوهين 1015، RIC 74.[1] |
| ملاحظة: فيما يلي بعض الأمثلة. |                           |                                                                                    | | |                                              |                                                                        |

#### العائلة الإمبراطورية
| العائلة الإمبراطورية          | العائلة الإمبراطورية | العائلة الإمبراطورية                                   | العائلة الإمبراطورية                                                                            | العائلة الإمبراطورية | العائلة الإمبراطورية                                                      | العائلة الإمبراطورية             |
| الصورة                        | القيمة               | وجه العملة                                             | العكس                                                                                           | التاريخ              | وزن؛ القطر                                                                | الفهرسة                          |
| ----------------------------- | -------------------- | ------------------------------------------------------ | ----------------------------------------------------------------------------------------------- | -------------------- | ------------------------------------------------------------------------- | -------------------------------- |
|                               | أنتونينياس           | سالونينا AVG، تمثال نصفي مع الستائر التي تواجه اليمين. | متوسط في السرعة، سالونينا (زوجة غالينوس) تجلس نحو اليسار على العرش، تحمل غصن زيتون وصولجان؛ SM. | 267/268              | 20 مم، 3.44 جرام، 5 ساعات (ورشة العمل الثانية لدار سك النقود ميديولانوم)؛ | RIC V 58؛ MIR 36، 1375e؛ RSC 17. |
| ملاحظة: فيما يلي بعض الأمثلة. |                      |                                                        |                                                                                                 |                      |                                                                           |                                  |

#### المغتصبون والانفصاليون

الإمبراطورية الرومانية المكونة من أباطرة "شرعيين" في المركز، مع الإمبراطورية الغالية في الغرب، والإمبراطورية التدمرية في الشرق، في ذروة فترة الفوضى العسكرية (260-274).

كان لموت فاليريان التأثير الرئيسي المتمثل في جعل أعداء غالينوس يستفيدون منه، سواء من خلال تهديد الحدود الإمبراطورية ومقاطعاتها (حيث لم يكن غالينوس وحده قادرًا على الدفاع عن جميع الأراضي الرومانية) وكذلك من خلال دعم العديد من عمليات الاغتصاب المحلية التي ضمنت الوجود الإمبراطوري هناك (مثل بيزو، وفالنس، أو موسيوس إيميليانوس، بالإضافة إلى إنجينوس الأكثر شهرة، وريجاليانوس وأوريولوس). وهكذا بدءًا من عام 260 (حتى حوالي عام 274)، عانت الإمبراطورية الرومانية من انفصال منطقتين إقليميتين شاسعتين، مما سمح لها أيضًا بالبقاء:
- في الغرب، مغتصبو إمبراطورية الغال (التي تضم بريطانيا وبلاد الغال وإسبانيا) مثل بوستوموس (260-268)،[28] ليليان (268)،[42] ماركوس أوريليوس ماريوس (268-269)،[66] فيكتورينوس (269-271)، دوميتيان الثاني (271)، وتيتريكوس (271-274). نجح بوستوموس، في الواقع، في تأسيس إمبراطورية في الغرب، تركزت على مقاطعات جرمانيا السفلى و بلجيكا الغالية وانضمت إليها بعد ذلك بوقت قصير جميع المقاطعات الغالية والبريطانية والإسبانية الأخرى، ولفترة قصيرة، حتى مقاطعة رائيتيا.[67]
- وفي الشرق، كانت إمبراطورية تدمر هي التي تولت بدلاً من روما حكم المقاطعات الشرقية في آسيا الصغرى وسوريا ومصر، ودافعت عنها ضد هجمات الساسانيين، أولاً مع أوديناثوس (260-267)، الذي عينه غالينوس "مصححًا للشرق"،[68] ثم مع أرملته الانفصالية، زنوبيا (267-271).[29]

كتب إوتروبيوس :
وعندما تخلى غالينوس عن الدولة، حافظ على الإمبراطورية الرومانية بوستوموس في الغرب وأودايناثوس في الشرق.— إوتروبيوس، Breviarium ab urbe condita، 9، 11.
بالإضافة إلى الانفصالات المذكورة أعلاه، كان على غالينوس أن يتعامل مع سلسلة متواصلة من عمليات الاغتصاب، معظمها بين قادة المقاطعات العسكرية الشرقية (ماكريانوس الأكبر، وماكريانوس الأصغر، وكوييتوس وباليستا) والدانوب (وهي فترة يشار إليها باسم "الثلاثين طغاة"). أجبر على القتال على عدة جبهات في وقت واحد للدفاع عن شرعية عرشه، واستخدم جزءًا كبيرًا من الجيوش المخصصة للدفاع عن الحدود الإمبراطورية لمواجهة العديد من هؤلاء الجنرالات الذين أعلنوا أنفسهم أباطرة. وكانت النتيجة أن قطاعات استراتيجية كبيرة من الحدود تُركت دون حماية، مما أثار في عامي 261 و262 غزوًا جديدًا من قبل السارماتيون إلى بانونيا. ولم يصدوا الغزاة إلا نتيجة لتدخل غالينوس.
| المغتصبون والإمبراطورية الغالية (260-274) | المغتصبون والإمبراطورية الغالية (260-274) | المغتصبون والإمبراطورية الغالية (260-274)                                                        | المغتصبون والإمبراطورية الغالية (260-274)                                                                                        | المغتصبون والإمبراطورية الغالية (260-274) | المغتصبون والإمبراطورية الغالية (260-274)                                                | المغتصبون والإمبراطورية الغالية (260-274)                                      |
| صورة                                      | قيمة                                      | وجه العملة                                                                                       | العكس | تاريخ                                     | الوزن؛ القطر                                                                             | الفهرسة                                                                        |
| ----------------------------------------- | ----------------------------------------- | ------------------------------------------------------------------------------------------------ | --- | ----------------------------------------- | ---------------------------------------------------------------------------------------- | ------------------------------------------------------------------------------ |
|                                           | أنطونيوس                                  | SVLP [DRYANTILLA] AVG (زوجة ريجاليانوس)، تمثال نصفي مع تاج وسترة متجهة إلى اليمين؛               | [IVN]ONI RED[INE]، جونو تواجه اليسار، وهي تحمل باتيرا وصولجان.                                                                   | 260                                       | 3.36 جرام (سك نقود كارنونتوم)؛                                                           | RIC V الجزء 2، 2؛ Göbl C11، الجزء 4، 11؛ Cohen 1.                              |
|                                           | أنطونيوس                                  | IMP C POSTVMVS PF AVG ، رأس بوستوموس المشع، تمثال نصفي مع الستارة والدروع باتجاه اليمين؛         | SALVS PROVINCIARVM ("إنقاذ مقاطعات [الراين]")، تجسيد لنهر الراين، يقع على طول الجانب الأيسر، ممسكًا بمقدمة السفينة (؟) في اليمين. | 260                                       | 2.65 غرام (سك نقود أوغوستا تريفيروروم)؛                                                  | RIC V 87؛ AGK 88c؛ RSC 355b.                                                   |
|                                           | أنطونيوس                                  | IMP C FVL MACRIANVS PF AVG ، رأس مشع لماكريانوس الصغير، تمثال نصفي مع ستائر ودروع باتجاه اليمين؛ | روما الأبدية، روما تجلس نحو اليسار على درع، تحمل النصر والرمح.                                                                   | 260/261                                   | 3.59 جرام (سك نقود أنطاكية)؛                                                             | RIC V الجزء 2، 11؛ Göbl 1738k.                                                 |
|                                           | أنطونيوس                                  | IMP C FVL QVIETVS PF AVG ، رأس Quietus المشع، تمثال نصفي مع ستائر ودروع باتجاه اليمين؛           | روما الأبدية، روما تجلس نحو اليسار على درع، تحمل النصر والرمح.                                                                   | 260/261                                   | 4.05 جرام (سك نقود أنطاكية)؛                                                             | RIC V الجزء 2، 9؛ RSC 11b.                                                     |
|                                           | أنطونيوس                                  | IMP POSTVMVS AVG ، يشع الرأس والتمثال النصفي مع الأقمشة والدروع الخاصة بإمبراطور بلاد الغال.     | الفضيلة تتقدم نحو اليمين، وهي تحمل رمحًا ودرعًا؛ أسفلها مكتوب: T.                                                                  | 268                                       | 20 مم، 3.39 غرام، 12 ساعة (ورشة العمل الثالثة لدار سك النقود ميديولانوم؛ الإصدار الثالث) | RIC 388؛ Mairat 224-5؛ AGK 111b؛ RSC 441.                                      |
|                                           | أنطونيوس                                  | يشع الرأس والتمثال النصفي بالستائر والدروع الخاصة بإمبراطور بلاد الغال، بوستوموس.                | هرقل متجهًا إلى اليمين، ممسكًا في يده اليسرى جلد أسد وهراوة ترتكز على صخرة، ويده الأخرى ترتكز على وركه الأيمن.                     | 268                                       | 18 مم، 2.20 غرام، 11 ساعة (ورشة العمل الثانية لدار سك النقود ميديولانوم؛ الإصدار الخامس) | ريك الخامس 389؛ ميرات -؛ ايه جي كيه 113؛ آر إس سي 443.                         |
|                                           | أوريوس                                    | IMP C LAELIANVS PF AVG ، رأس الغار لليليان، تمثال نصفي مع ستائر ودروع باتجاه اليمين؛             | TEMPORVM FELICITAS، شخصية أنثوية (هسبانيا) مستلقية على اليسار، تحمل فرعًا في يدها اليمنى وتستريح ذراعها اليسرى على أرنب.          | 268                                       | 6.12 غرام (سك نقود موغونتياكوم)؛                                                         | ريك الخامس نقطة. 2، 1؛ شولت 2 (Av1/Rv2); جيلجام ص. 38، 5-7؛ إلمر 623؛ كوهين 2. |
| ملاحظة : ما ورد أعلاه هو بعض الأمثلة.     |                                           |                                                                                                  | |                                           |                                                                                          |                                                                                |

## الفهرس
المصادر الأولية
- Aurelius Victor. Epitome de Caesaribus and De Vita et Moribus Imperatorum Romanorum.
- Corpus Inscriptionum Latinarum.
- Cassius Dio. Roman History, LXXIV-LXXX.
- Herodian. History of the Empire from the Death of Marcus.
- Eutropius (1809). Breviarium historiae romanae.
- Jordanes. De origine actibusque Getarum.
- Historia Augusta.
- Orosius. Historiarum adversus paganos libri septem, book 7.
- Zonaras. Historiae Romanorum excerpta.
- Zosimus. New History, I.

المصادر التاريخية الحديثة
- de Blois، Lukas (1976). The policy of the emperor Gallienus. BRILL. ISBN:9789004045088.
- Belloni، Gian Guido (2004). La moneta romana. Società, politica, cultura. Roma.{{استشهاد بكتاب}}:  صيانة الاستشهاد: مكان بدون ناشر (link)
- Cascarino، Giuseppe (2009). L'esercito romano. Armamento e organizzazione, Vol. III - Dal III secolo alla fine dell'Impero d'Occidente. Rimini: Il Cerchio. ISBN:978-88-8474-215-5.
- Chiaravalle، Maila (1990). La produzione delle zecche di Milano e di Ticinum, in Catalogo della Mostra "Milano capitale dell'Impero romani (286-402 d.C.)". Milano.{{استشهاد بكتاب}}:  صيانة الاستشهاد: مكان بدون ناشر (link)
- Gibbon، Edward (1776). The History of the Decline and Fall of the Roman Empire.
- Göbl، Robert (2000). Die Münzprägung der Kaiser Valerianus I., Gallienus, Saloninus (253/268), Regalianus (260) und Macrianus, Quietus (260/262). Vienna. ISBN:3-7001-2923-8.{{استشهاد بكتاب}}:  صيانة الاستشهاد: مكان بدون ناشر (link)
- Grant، Michel (1984). Gli imperatori romani, storia e segreti. Roma. ISBN:88-541-0202-4.{{استشهاد بكتاب}}:  صيانة الاستشهاد: مكان بدون ناشر (link)
- Rodríguez González, Julio (2003). Historia de las legiones Romanas (بالإسبانية). Madrid.{{استشهاد بكتاب}}:  صيانة الاستشهاد: مكان بدون ناشر (link)
- von Kenner، Friedrich (1889). Il medaglione romano, in Rivista italiana di numismatica. Milano.{{استشهاد بكتاب}}:  صيانة الاستشهاد: مكان بدون ناشر (link)
- Le Bohec, Yann (1992–2008). L'esercito romano. Da Augusto alla fine del III secolo (بالإيطالية). Roma. ISBN:88-430-1783-7.{{استشهاد بكتاب}}:  صيانة الاستشهاد: مكان بدون ناشر (link)
- Mazzarino, Santo (1973). L'impero romano (بالإيطالية). Bari. ISBN:88-420-2377-9. e.{{استشهاد بكتاب}}:  صيانة الاستشهاد: مكان بدون ناشر (link)
- Mócsy، András (1974). Pannonia and Upper Moesia. Londra.{{استشهاد بكتاب}}:  صيانة الاستشهاد: مكان بدون ناشر (link)
- Rémondon, Roger (1975). La crisi dell'impero romano, da Marco Aurelio ad Anastasio (بالإيطالية). Milano.{{استشهاد بكتاب}}:  صيانة الاستشهاد: مكان بدون ناشر (link)
- Scarre، Chris (1999). Chronicle of the roman emperors. New York. ISBN:0-500-05077-5.{{استشهاد بكتاب}}:  صيانة الاستشهاد: مكان بدون ناشر (link)
- Southern، Pat (2001). The Roman Empire: from Severus to Constantine. Londra & New York. ISBN:0-415-23944-3.{{استشهاد بكتاب}}:  صيانة الاستشهاد: مكان بدون ناشر (link)
- Watson، Alaric (1999). Aurelian and the Third Century. Londra & New York. ISBN:0-415-30187-4.{{استشهاد بكتاب}}:  صيانة الاستشهاد: مكان بدون ناشر (link)

الاختصارات
- BMCRE = H.Mattingly، عملات الإمبراطورية الرومانية في المتحف البريطاني، لندن 1923-1975، المجلد 6 (المجلد السادس من Pertinace a Pupieno).
- كوهين = ه.كوهين، الوصف التاريخي للأموال المحشوة من إمبراطورية رومان، باريس، 1880-1892، المجلد الثالث إلى الرابع.
- RIC = العملات الإمبراطورية الرومانية، المجلد 10 بقلم إتش ماتينجلي، إي إيه سيدنهام، لندن 1926-1994 (المجلد الخامس).
- RSC = HA Seaby & DRSear، العملات الفضية الرومانية المجلد 5، لندن 1978 (الطبعة الثالثة).